# Herb Hartbergu

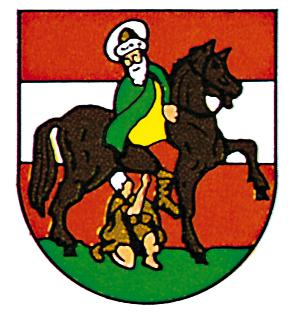
Herb Hartenbergu

Herb Hartenbergu stanowi w polu trójdzielnym w pas siedząca na brązowym koniu postać świętego Marcina. Pasy górny i dolny w kolorze czerwonym, pas środkowy w kolorze srebrnym (białym). Tunika złota (żółta), spodnie czerwone, płaszcz zielony, buty i spiczasty kapelusz brązowe. Głowę świętego otacza srebrny nimb. Koń z uniesioną lewą, przednią nogą stąpa po zielonej trawie w heraldycznie lewą stronę. Święty Marcin odwraca głowę w stronę prawą. Pod koniem w pozycji klęczącej na prawym kolanie, zwrócony w lewą stronę, w brązowym okryciu żebrak z wyciągniętą w górę prawą ręką. Włosy postaci i broda świętego w kolorze srebrnym, odkryte części ciała w kolorze naturalnym.